# Harapan Mulia
Harapan Mulia is een bestuurslaag in het regentschap Muara Enim van de provincie Zuid-Sumatra, Indonesië. Harapan Mulia telt 722 inwoners (volkstelling 2010).